# Slijpsteen

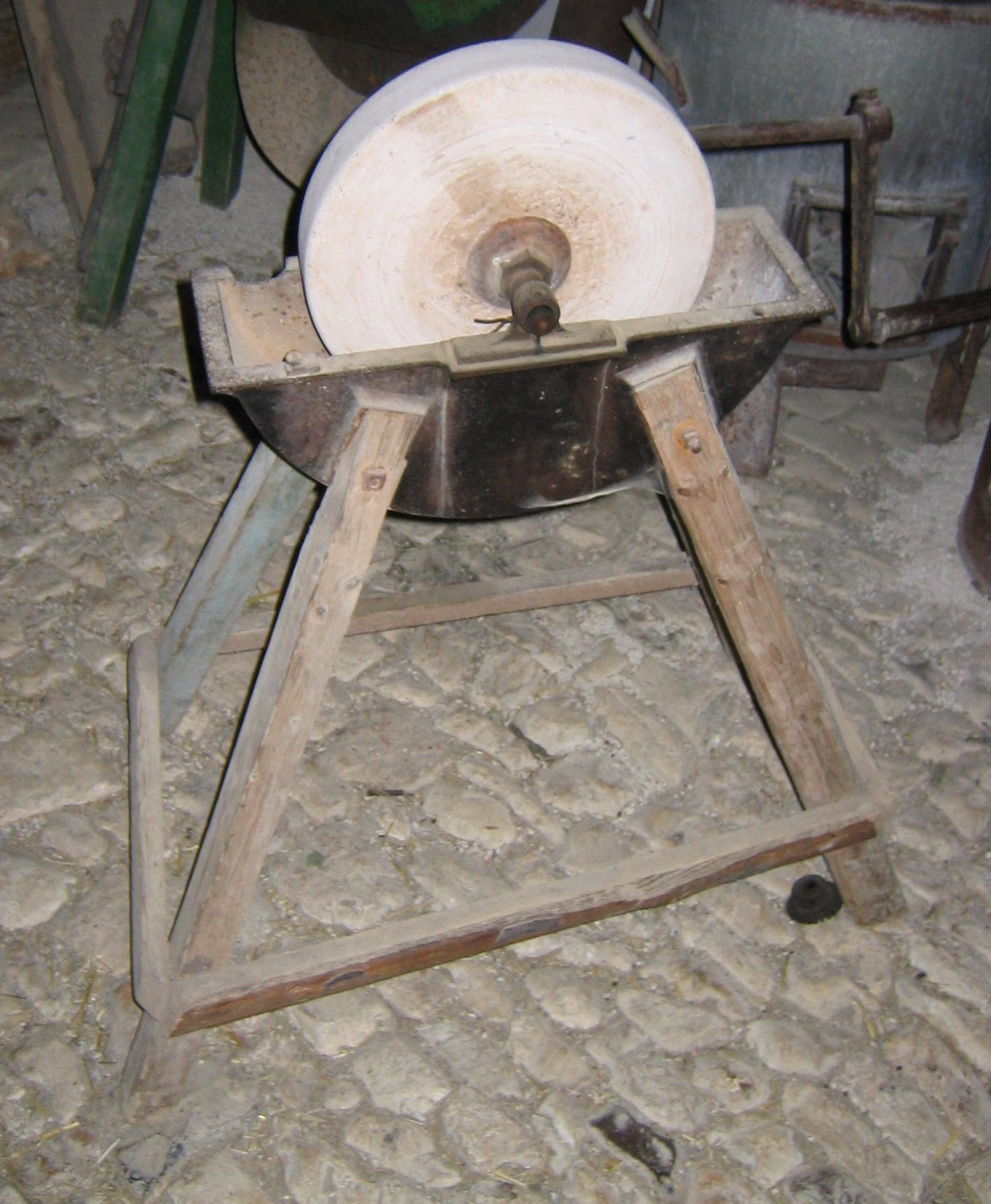
Slijpsteen, voor nat slijpen, in waterbad. Als de steen niet in gebruik is, is het waterbad leeg, omdat anders de onderste helft van de steen zich volzuigt met water, waarna de steen niet meer rond te draaien is

Een slijpsteen is een steenachtig materiaal om gereedschap te  slijpen. Slijpen is een handeling om metaal af te nemen zodat een bepaalde vorm bereikt wordt; het gebeurt bij het vervaardigen van gereedschap of bij beschadigingen.
Vaak is een slijpsteen een ronde schijf, die met de hand gedraaid moet worden of in een slijpmachine gebruikt wordt. Vroeger was een slijpsteen vaak een zandsteen, bijvoorbeeld een Bentheimer zandsteen, die met de hand in een waterbad gedraaid werd. Vaak is een slijpsteen echter synthetisch, bijvoorbeeld van carborundum die dan veelal in een machine gemonteerd wordt. Ook een synthetische slijpsteen kan eventueel in een waterbad draaien, maar zo'n machine draait wel op een lager toerental.
Schaatsen worden vaak ook geslepen met een slijpsteen: deze zijn vlak en rechthoekig. De schaatsen worden naast elkaar vast gezet in een slijpblok, om zo beide schaatsen tegelijk en gelijkmatig te kunnen slijpen.
Al in het neolithicum werden slijpstenen, polissoirs genoemd, gebruikt om stenen bijlen te polijsten.
Een slijpsteen is grover dan een wetsteen, en een wetsteen wordt altijd met de hand gebruikt (nooit in een machine)

## Zie ook

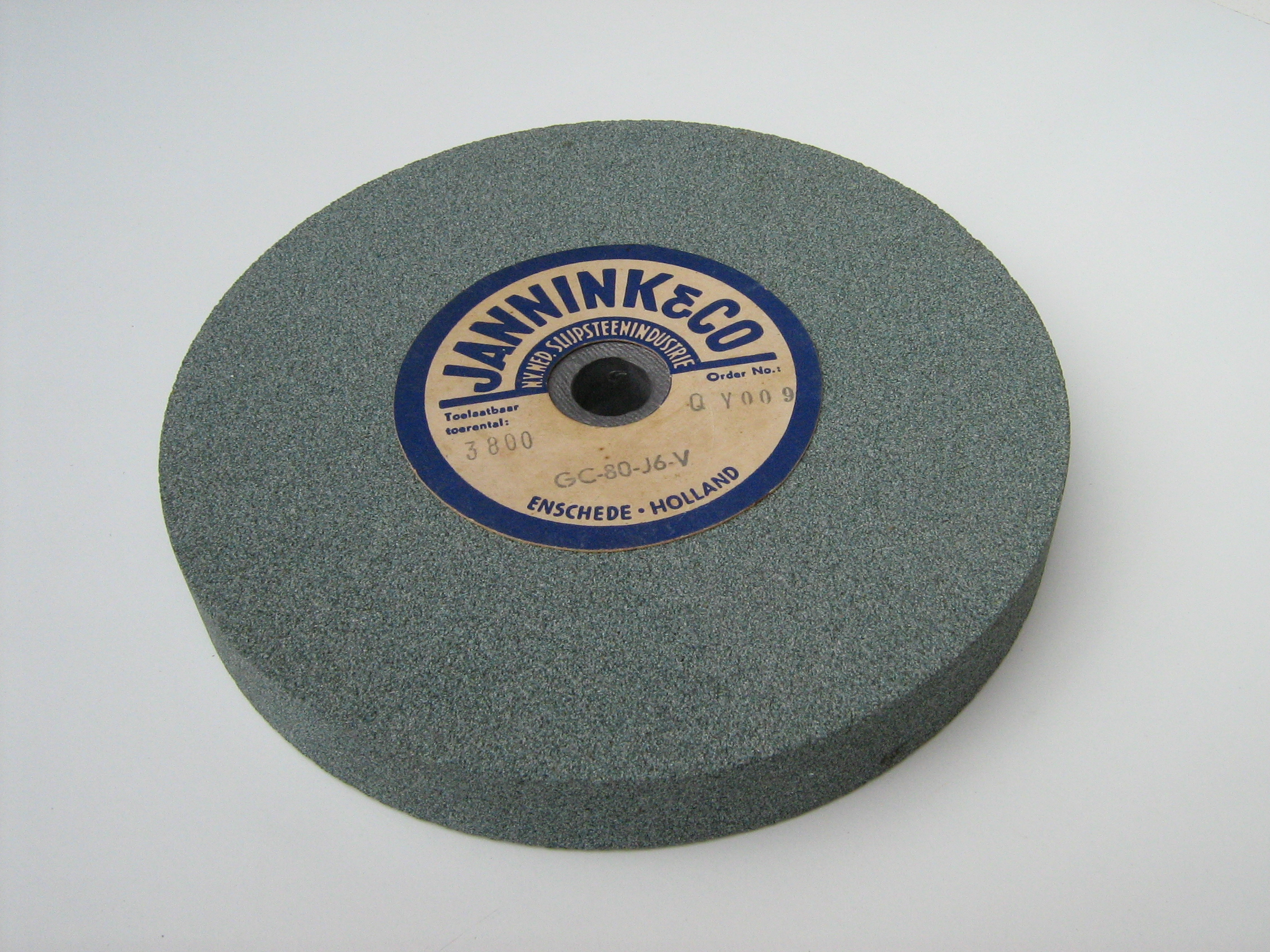
Slijpsteen voor een elektrische slijpmachine.
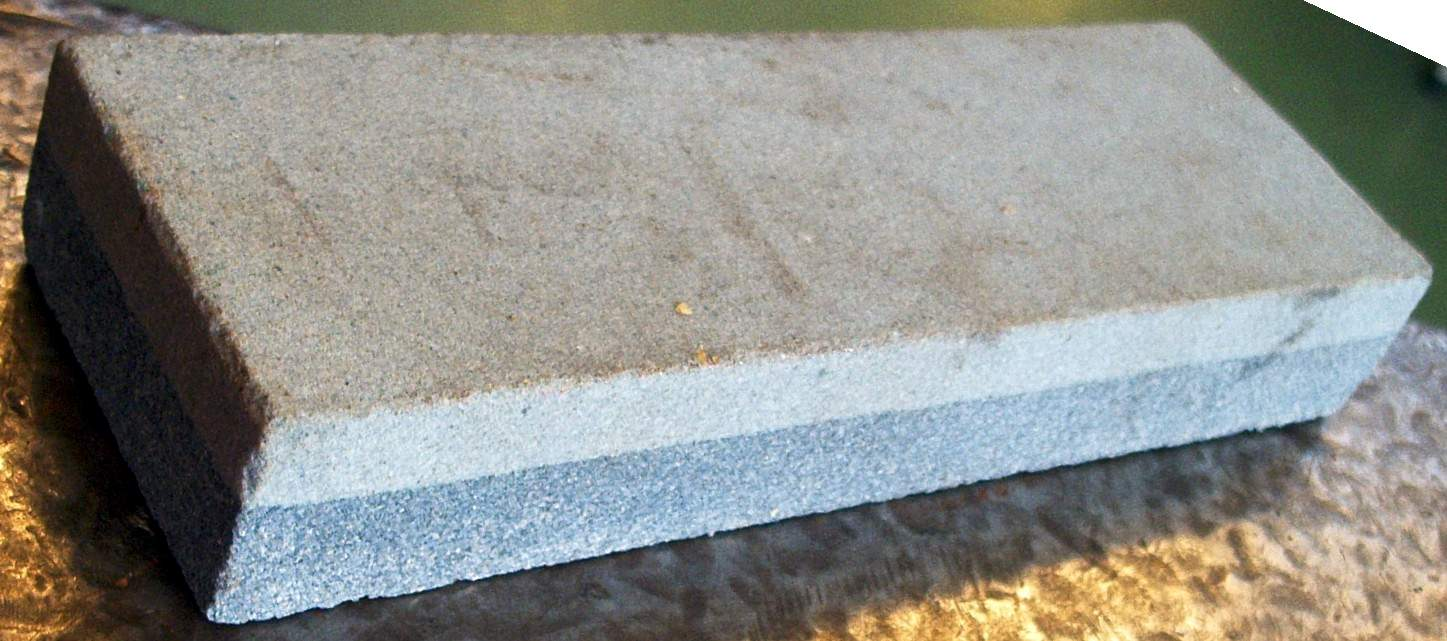
Slijpsteen voor schaatsen
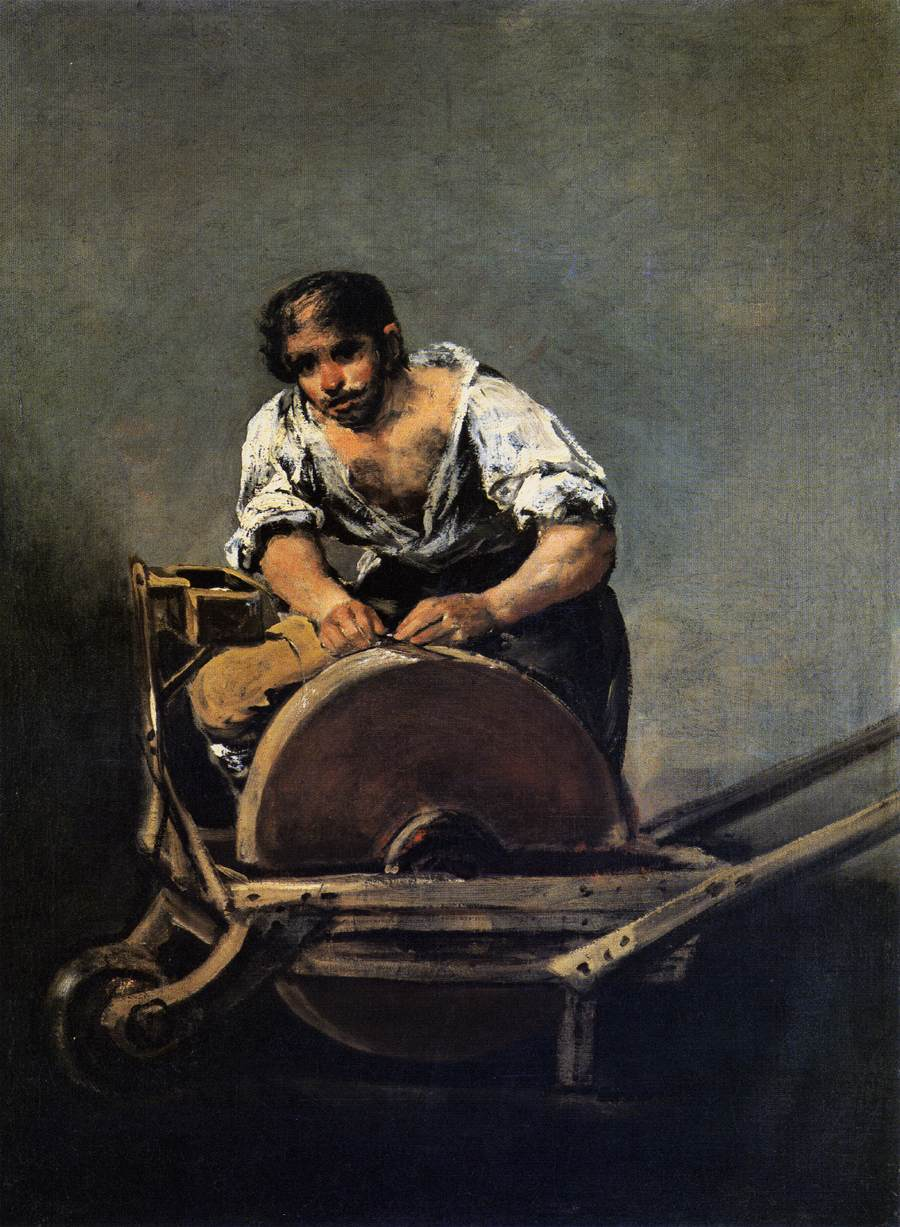
El afilador (de scharensliep), afbeelding door Francisco de Goya, ca. 1790
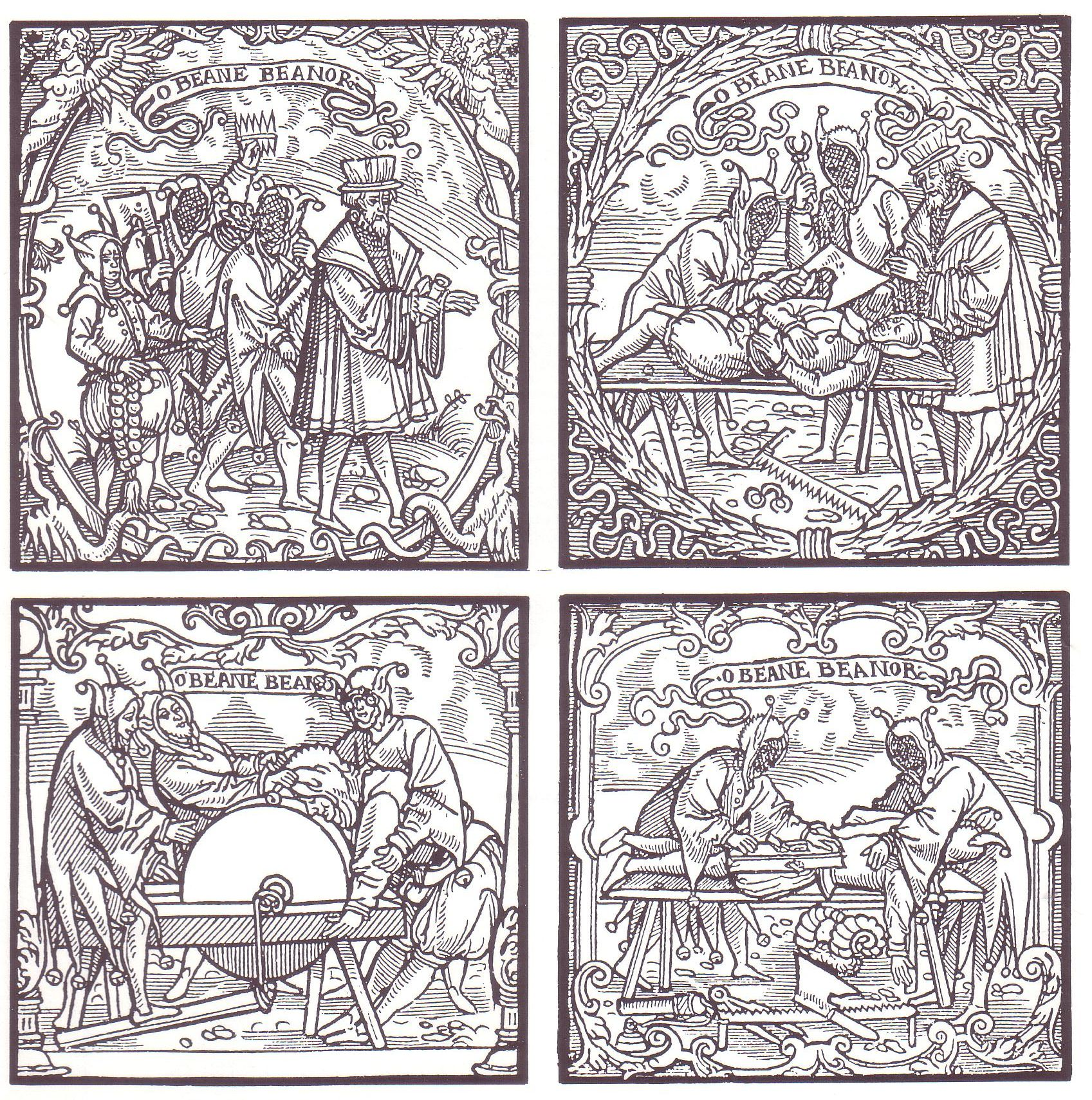
Initiatie-ritueel (depositio cornuum) met een slijpsteen uit de zestiende eeuw
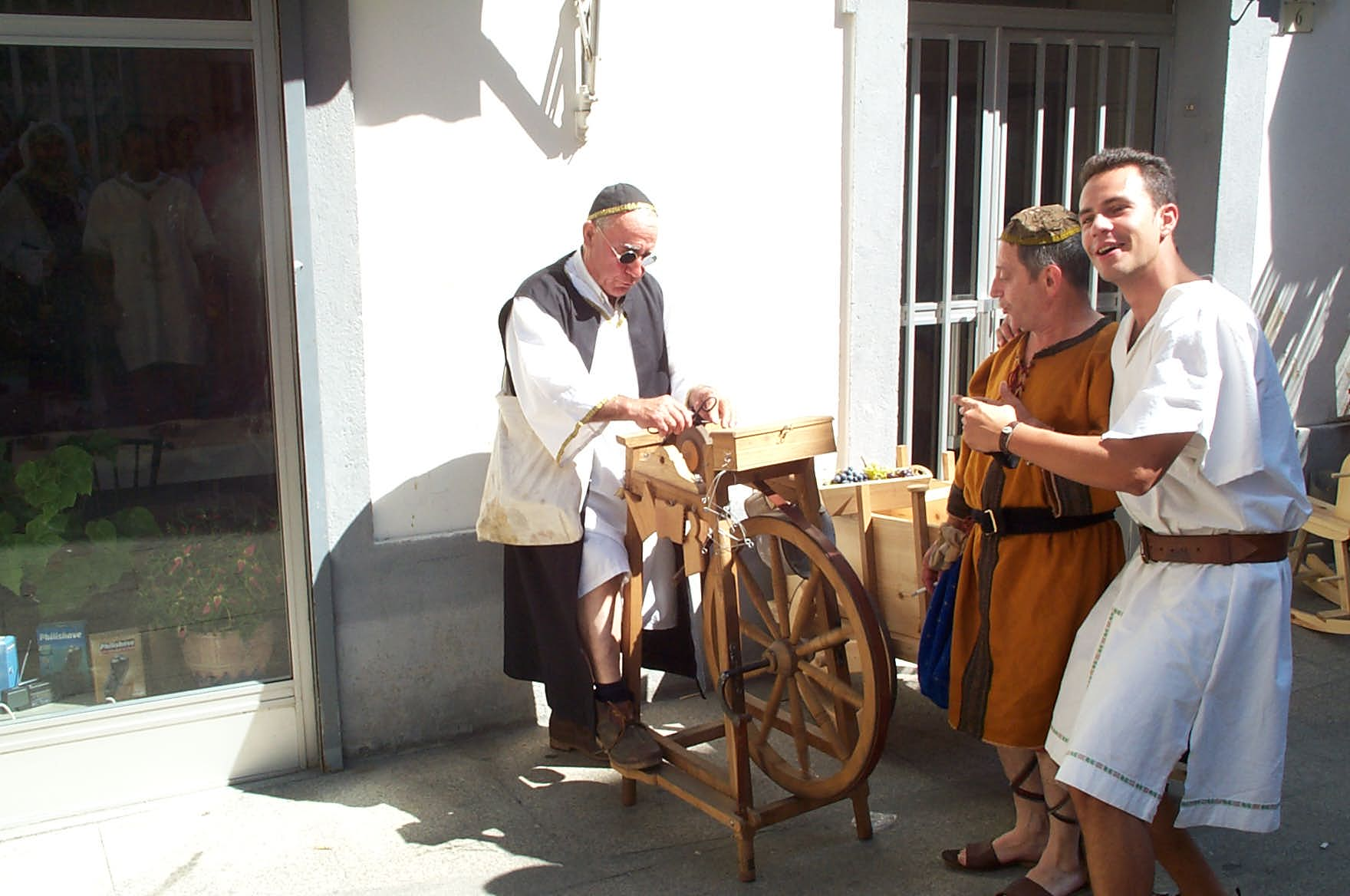
Het gebruik van een slijpsteen op een festival in 2004
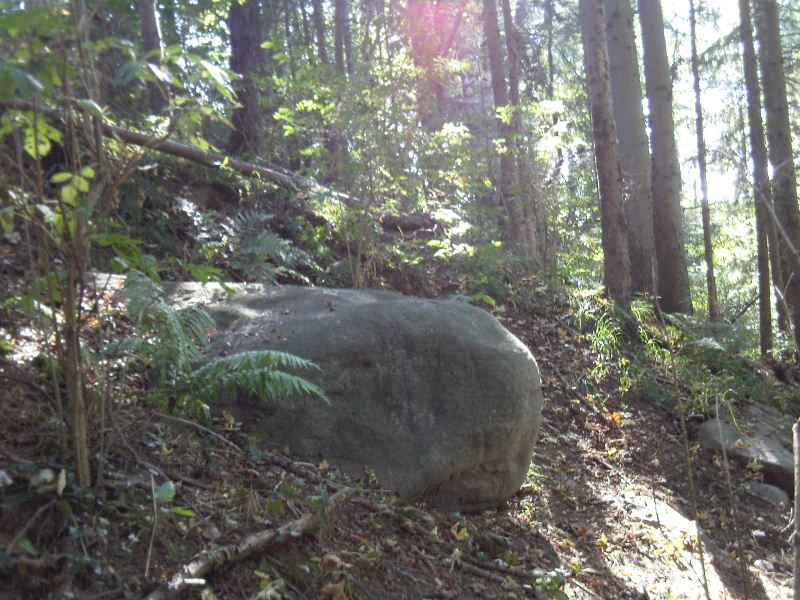
Prehistorische slijpsteen, waarmee stenen bijlen geslepen werden